# هات کافی (میسیسیپی)
هات کافی (به انگلیسی: Hot Coffee) یک منطقهٔ مسکونی در ایالات متحده آمریکا است که در شهرستان کاوینگتون، میسیسیپی واقع شده‌است. هات کافی ۸۳ متر بالاتر از سطح دریا واقع شده‌است.